# Confresa
Confresa är en kommun i Brasilien.   Den ligger i delstaten Mato Grosso, i den centrala delen av landet, 700 km nordväst om huvudstaden Brasília. Antalet invånare är 25 127.
Omgivningarna runt Confresa är huvudsakligen savann. Runt Confresa är det mycket glesbefolkat, med 4 invånare per kvadratkilometer.